# Nederlands Film Festival 2021
Het 41ste Nederlands Film Festival  vond plaats in Utrecht van vrijdag 24 september tot en met zaterdag 2 oktober 2021. 
Op 19 augustus maakte de organisatie van het festival bekend dat er bij de uitreiking van de Gouden Kalveren vanaf deze editie geen onderscheid meer gemaakt wordt tussen acteerprestaties voor mannen of vrouwen. Dit geldt zowel voor films als voor acteerprestaties in de categorie dramaserie. In die laatste categorie wordt tevens de beste bijrol met een Gouden Kalf beloond. Daarnaast wordt vanaf deze editie een Gouden Kalf uitgereikt voor de beste hoofdrolspeler in een korte film.
De nominaties voor de Gouden Kalveren werden bekendgemaakt op 27 september en de uitreiking vond plaats op 1 oktober.

## Winnaars en genomineerden
Op 19 augustus 2021 werden de categorieën bekendgemaakt waarin de Gouden Kalveren worden uitgereikt. Op 27 september werden de genomineerden bekendgemaakt. Op 1 oktober werden de winnaars bekendgemaakt.

### Academy
| Beste Film | Beste Regie |
| --- | --- |
| - De veroordeling - Kom hier dat ik u kus - Mijn vader is een vliegtuig - De Oost - De Slag om de Schelde                                                                       | - Sabine Lubbe Bakker, Niels van Koevorden — Kom hier dat ik u kus - Matthijs van Heijningen jr. — De Slag om de Schelde - Sander Burger — De veroordeling                                           |
| Beste Hoofdrol | Beste Bijrol |
| - Fedja van Huêt — De veroordeling - Elise Schaap — Mijn vader is een vliegtuig - Elsie de Brauw — Drijfzand - Martijn Lakemeier — De Oost - Romana Vrede — I Don’t Wanna Dance | - Yorick van Wageningen — De veroordeling - Jim Deddes — De Oost - Lies Visschedijk — De veroordeling - Mark Kraan — De veroordeling - Wine Dierickx — Kom hier dat ik u kus                         |
| Beste Scenario | Beste Production Design |
| - Bert Bouma, Sander Burger — De veroordeling - Jeroen Scholten van Aschat — I Don’t Wanna Dance - Paula van der Oest — De Slag om de Schelde                                   | - Hubert Pouille — De Slag om de Schelde - Elsje de Bruijn — Dead & Beautiful - Jorien Sont — De veroordeling                                                                                        |
| Beste Camera | Beste Montage |
| - Lennert Hillege — De Slag om de Schelde - Sal Kroonenberg — De veroordeling - Ton Peters — Shadow Game                                                                        | - Marc Bechtold — De Slag om de Schelde - Lot Rossmark — Kom hier dat ik u kus - Mieneke Kramer, Emiel Nuninga — De Oost                                                                             |
| Beste Muziek | Beste Sound Design |
| - Gino Taihuttu — De Oost - Joep Beving — Mijn vader is een vliegtuig - Jorrit Kleijnen, Alexander Reumers, Jacob Meijer — De veroordeling                                      | - Herman Pieëte — De Slag om de Schelde - Danny van Spreuwel — Silence of the Tides - Michel Schöpping — Kom hier dat ik u kus                                                                       |
| Beste Costume Design | Beste Lange Documentaire |
| - Margriet Procee — De Slag om de Schelde - Manon Blom — Kom hier dat ik u kus - Manon Blom — De veroordeling                                                                   | - Shadow Game — Els van Driel, Eefje Blankevoort - Dierbaren — Saskia Gubbels - Here We Move Here We Groove — Sergej Kreso - Silence of the Tides — Pieter-Rim de Kroon - White Cube — Renzo Martens |

### Gouden Kalveren Jury
| Beste Korte Documentaire | Beste Korte Film |
| --- | --- |
| - Zie je me, hoor je me — Anne-Marieke Graafmans - Dertien dagen — Gijs Haak - Raquel van Haver — De vrouwen van mijn land — Bibi Fadlalla                       | - Pantser — Jan Verdijk - Camouflage — Remco Polman, Jantiene de Kroon - How Light Gets In — Marit Weerheijm |
| Beste Dramaserie | Beste Singeplay |
| - Mocro Maffia — Bobby Boermans, Victor D. Ponten - Commando's — Hanro Smitsman, Iván López Núñez - Kamp Koekieloekie — Joost van Hezik, Jamille van Wijngaarden | - May — Madja Amin - Neontetra — Emiel Sandtke - De Zitting — Saskia Diesing |
| Beste Hoofdrol Korte Film/Singleplay | Beste Hoofdrol Dramaserie |
| - Laura Bakker — Heartbeats - Valentijn Dhaenens — May - Walt Klink — Neontetra                                                                                  | - Werner Kolf — Commando's - Loes Schnepper — De Edelfigurant - Robert de Hoog — Mocro Maffia |
| Beste Bijrol Dramaserie | Gouden Kalf Digitale Cultuur |
| - Michel Sluysmans — The Spectacular - Roeland Fernhout — Commando's - Saskia Temmink – BuZa                                                                     | - IVF‑X: Posthuman Parenting in Hybrid Reality. Meet & Breed your Cyborg baby now. — Victorine van Alphen - Good Neighbours — Natalie Dixon, Klasien van de Zandschulp - I want to delete it all, but not now — Roos Groothuizen |

### Andere toekenning
| Gouden Kalf voor de Filmcultuur | Gouden Kalf van het Publiek                                               |
| ------------------------------- | ------------------------------------------------------------------------- |
| - Mijke de Jong                 | - Bon Bini: Judeska in da House - De Slag om de Schelde - De Luizenmoeder |